# Équipe d'Allemagne de l'Ouest de football à la Coupe du monde 1986
L'Équipe d'Allemagne de football est finaliste de la coupe du monde de football de 1986.

## Effectif
| Numéro / Nom       | Numéro / Nom          | Club                     | Date de naissance | Age             | J.              | Buts            |                 |                 |                 |
| Gardiens de but    | Gardiens de but       | Gardiens de but          | Gardiens de but   | Gardiens de but | Gardiens de but | Gardiens de but | Gardiens de but | Gardiens de but | Gardiens de but |
| ------------------ | --------------------- | ------------------------ | ----------------- | --------------- | --------------- | --------------- | --------------- | --------------- | --------------- |
| 22                 | Eike Immel            | Borussia Dortmund        | 27/11/1960        | 25 ans          | 0               | 0               | 0               | 0               | 0               |
| 1                  | Harald Schumacher     | FC Cologne               | 06/03/1954        | 32 ans          | 7               | 0               | 0               | 0               | 0               |
| 12                 | Uli Stein             | Hambourg SV              | 23/10/1954        | 31 ans          | 0               | 0               | 0               | 0               | 0               |
| Défenseurs         |                       |                          |                   |                 |                 |                 |                 |                 |                 |
| 15                 | Klaus Augenthaler     | Bayern Munich            | 26/09/1957        | 28 ans          | 2               | 0               | 0               | 0               | 0               |
| 14                 | Thomas Berthold       | Eintracht Francfort      | 12/11/1964        | 21 ans          | 6               | 0               | 0               | 0               | 0               |
| 3                  | Andreas Brehme        | FC Kaiserslautern        | 09/11/1960        | 25 ans          | 6               | 1               | 0               | 0               | 0               |
| 2                  | Hans-Peter Briegel    | Hellas Vérone            | 11/10/1955        | 30 ans          | 6               | 0               | 1               | 0               | 0               |
| 6                  | Norbert Eder          | Bayern Munich            | 07/11/1955        | 30 ans          | 7               | 0               | 1               | 0               | 0               |
| 4                  | Karl-Heinz Förster    | VfB Stuttgart            | 25/07/1958        | 27 ans          | 7               | 0               | 1               | 0               | 0               |
| 5                  | Matthias Herget       | Bayer Uerdingen          | 14/11/1955        | 30 ans          | 7               | 0               | 0               | 0               | 0               |
| 17                 | Ditmar Jakobs         | Hambourg SV              | 25/08/1953        | 32 ans          | 6               | 0               | 1               | 0               | 0               |
| Milieux de terrain |                       |                          |                   |                 |                 |                 |                 |                 |                 |
| 13                 | Karl Allgöwer         | VfB Stuttgart            | 05/01/1957        | 29 ans          | 0               | 0               | 0               | 0               | 0               |
| 7                  | Pierre Littbarski     | FC Cologne               | 16/04/1960        | 26 ans          | 5               | 0               | 0               | 0               | 0               |
| 10                 | Felix Magath          | Hambourg SV              | 26/07/1953        | 32 ans          | 6               | 0               | 1               | 0               | 0               |
| 8                  | Lothar Matthäus       | Bayern Munich            | 21/03/1961        | 25 ans          | 7               | 1               | 2               | 0               | 0               |
| 18                 | Uwe Rahn              | Borussia Mönchengladbach | 21/05/1962        | 24 ans          | 0               | 0               | 0               | 0               | 0               |
| 21                 | Wolfgang Rolff        | Hambourg SV              | 26/12/1959        | 26 ans          | 2               | 0               | 0               | 0               | 0               |
| 16                 | Olaf Thon             | Schalke 04               | 01/05/1966        | 20 ans          | 0               | 0               | 0               | 0               | 0               |
| Attaquants         |                       |                          |                   |                 |                 |                 |                 |                 |                 |
| 19                 | Klaus Allofs          | FC Cologne               | 05/12/1956        | 29 ans          | 7               | 2               | 1               | 0               | 0               |
| 20                 | Dieter Hoeneß         | Bayern Munich            | 07/01/1953        | 33 ans          | 2               | 0               | 0               | 0               | 0               |
| 11                 | Karl-Heinz Rummenigge | Inter Milan              | 25/09/1955        | 30 ans          | 7               | 1               | 0               | 0               | 0               |
| 9                  | Rudi Völler           | Werder Brême             | 13/04/1960        | 26 ans          | 6               | 3               | 0               | 0               | 0               |
| Sélectionneur      |                       |                          |                   |                 |                 |                 |                 |                 |                 |
|                    | Franz Beckenbauer     |                          | 11.09.1945        | 40 ans          |                 |                 |                 |                 |                 |

## Phase finale

### Premier tour - groupe E
| Date         | Équipe 1             | Équipe 2             | Résultat      | Buteurs                                  |
| 4 juin 1986  | Allemagne de l'Ouest | Uruguay              | 1 - 1 (0 - 1) | K. Allofs 85e ; Alzamendi 4e             |
| 8 juin 1986  | Allemagne de l'Ouest | Écosse               | 2 - 1 (1 - 1) | Völler 22e, K. Allofs 50e ; Strachan 18e |
| 13 juin 1986 | Danemark             | Allemagne de l'Ouest | 2 - 0 (1 - 0) | J. Olsen 44e (pen), Eriksen 83e          |

| Place | Équipe               | Points | J | G | N | P | Buts + | Buts - | Diff. |
| 1er   | Danemark             | 6      | 3 | 3 | 0 | 0 | 9      | 1      | +8    |
| 2e    | Allemagne de l'Ouest | 3      | 3 | 1 | 1 | 1 | 3      | 4      | -1    |
| 3e    | Uruguay              | 2      | 3 | 0 | 2 | 1 | 2      | 7      | -5    |
| 4e    | Écosse               | 1      | 3 | 0 | 1 | 2 | 1      | 3      | -2    |

### Huitième de finale
| Date         | Équipe 1             | Équipe 2 | Résultat      | Buteurs      |
| 17 juin 1986 | Allemagne de l'Ouest | Maroc    | 1 - 0 (0 - 0) | Matthäus 89e |

### Quart de finale
| Date         | Équipe 1             | Équipe 2 | Résultat                      | Buteurs |
| 21 juin 1986 | Allemagne de l'Ouest | Mexique  | 0 - 0 (0 - 0, 0 - 0, 0 - 0) * |         |

* après prolongation, 4 - 1 aux tirs au but

### Demi-finale
| Date         | Équipe 1             | Équipe 2 | Résultat      | Buteurs               |
| 25 juin 1986 | Allemagne de l'Ouest | France   | 2 - 0 (1 - 0) | Brehme 9e, Völler 90e |

### Finale
| Équipes   | Argentine - Allemagne de l'Ouest |
| Score     | 3 - 2 (1 - 0) |
| Date      | 29 juin 1986 |
| Stade     | Stade Azteca, Mexico 114 500 spectateurs |
| Arbitre   | Romualdo Arppi Filho (Brésil) |
| Buts      | Brown 23e, Valdano 56e, K.-H. Rummenigge 74e, Völler 82e, Burruchaga 88e |
| Argentine | Nery Pumpido - José Luis Brown, José Luis Cuciuffo, Oscar Ruggeri, Julio Olarticoechea - Ricardo Giusti, Sergio Batista, Diego Maradona, Héctor Enrique - Jorge Burruchaga (89e Marcelo Trobbiani), Jorge Valdano Entraîneur : Carlos Bilardo                        |
| RFA       | Harald Schumacher - Ditmar Jakobs, Thomas Berthold, Karl-Heinz Förster, Hans-Peter Briegel - Lothar Matthäus, Andreas Brehme, Felix Magath (89e Dieter Hoeness), Norbert Eder - Karl-Heinz Rummenigge, Klaus Allofs (46e Rudi Völler) Entraîneur : Franz Beckenbauer |